# Cerkiew św. Jana Rycerza w Moskwie
Cerkiew św. Jana Rycerza – prawosławna cerkiew w Moskwie, należąca do parafii w strukturach eparchii moskiewskiej miejskiej Rosyjskiego Kościoła Prawosławnego. Świątynia znajduje się na ul. Bolszaja Jakimanka 46, niedaleko stacji metra Oktiabrskaja.
Reprezentuje styl barokowy i zaliczana jest do najcenniejszych obiektów sakralnych Moskwy powstałych w pierwszych latach panowania Piotra I.
Najbardziej charakterystycznym elementem świątyni jest ośmioboczna wieża z ozdobną balustradą i kolorowymi płytkami ceramicznymi, tworzącymi dynamiczny wzór geometryczny.

## Historia

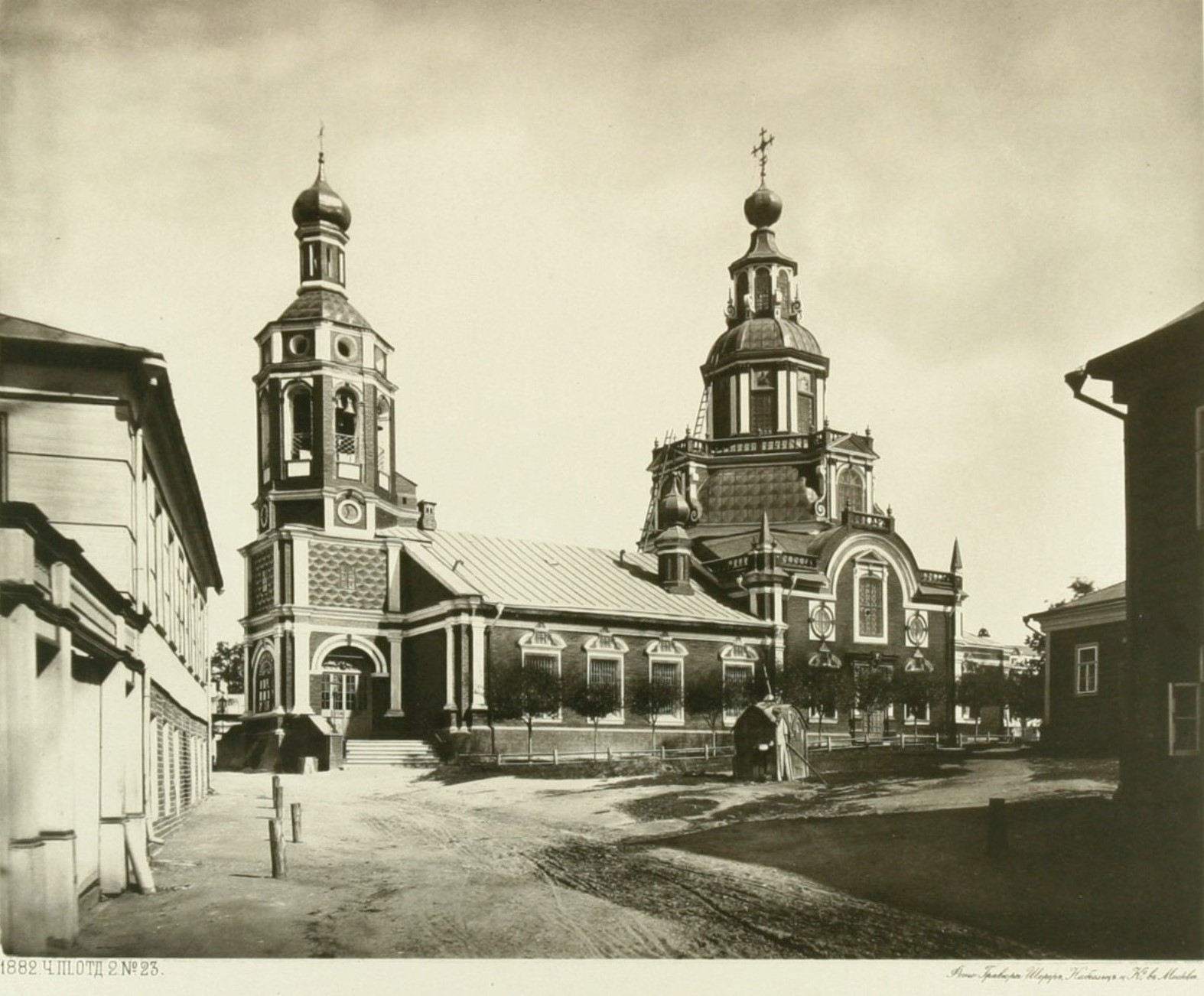
Cerkiew w 1882

Pierwsza wzmianka źródłowa o cerkwi św. Jana Rycerza pochodzi z 1625 i dotyczy nieistniejącej już świątyni położonej na brzegu Moskwy, w pobliżu Mostu Krymskiego. Budowla znajdowała się w pobliżu domów zajmowanych przez strzelców, których patronem był św. Jan Rycerz. Budowla była drewniana i wielokrotnie ponosiła straty w czasie wylewów rzeki. W 1671 z inicjatywy strzelców na jej miejscu wzniesiono nowy murowany obiekt sakralny. Pozostawał on pod opieką strzelców do wygnania ich z Moskwy po nieudanym buncie. Opuszczona świątynia stopniowo niszczała, a w 1708 została całkowicie zniszczona przez powódź.
Według legendy plan nowej cerkwi św. Jana Rycerza naszkicował osobiście Piotr I, którego poruszył widok na pół zalanej świątyni i ludzi podpływających do niej na łodziach. Miał on również wyznaczyć nowe, bardziej oddalone od koryta rzeki miejsce dla cerkwi. Możliwe jest jednak, że budowa nowej cerkwi w miejsce zalanej wodą była planowana niezależnie od fundacji carskiej, a jego zainteresowanie budowlą jedynie przyspieszyło ten proces (ziemię pod budowę cerkwi wykupiono jeszcze w 1701). Projekt obiektu opracował Iwan Zarudny, jeden z ulubionych architektów Piotra, on również kierował pracami budowlanymi. Pierwszy ołtarz przyszłej świątyni, poświęcony świętym Guriaszowi, Samonowi i Awiwowi, wyświęcono w 1711, wtedy również rozpoczęły się w niej nabożeństwa. W 1717, gdy nowa murowana świątynia była gotowa, Piotr I przekazał jej złote naczynia liturgiczne. Uroczyste poświęcenie cerkwi odbyło się 12 czerwca 1717 pod przewodnictwem locum tenens Patriarchatu Moskiewskiego, metropolity riazańskiego i muromskiego Stefana. W 1760 w świątyni wyświęcono drugi ołtarz boczny św. Dymitra z Rostowa.
Budowla poniosła znaczne straty w czasie okupacji Moskwy przez wojska francuskie, została rozgrabiona i sprofanowana przez wojska napoleońskie. Nie ucierpiała natomiast w pożarze Moskwy. Powtórne wyświęcenie obiektu miało miejsce w 1813. Do 1840 uzupełniane było jego zniszczone wyposażenie; stopniowo cerkiew odzyskała dawny wygląd.
W okresie radzieckim cerkiew nigdy nie była zamykana. Poniosła jednak znaczące straty materialne: w 1922 w czasie konfiskaty majątku ruchomego Cerkwi parafii odebrano całe cenne wyposażenie świątyni. W tym samym roku zamordowany został proboszcz parafii ks. Christofor Nadieżdin, kanonizowany po upadku ZSRR jako nowomęczennik. W latach 20. i 30. XX wieku do cerkwi św. Jana Rycerza przeniesiono szereg ikon z zamykanych świątyń, jak również ikony Wszechmiłościwego Zbawiciela oraz św. Mikołaja wywieszone pierwotnie nad bramami Kremla. W 1928 w świątyni znalazł się XVIII-wieczny ikonostas z rozebranej cerkwi Trzech Świętych Hierarchów.